# AFC Champions League 2011
La AFC Champions League 2011 è stata la trentesima edizione della massima competizione calcistica per club dell'Asia. Il torneo è stato vinto per la seconda volta dall'Al-Sadd, che si è anche qualificato per la Coppa del mondo per club FIFA 2011.

## Squadre per nazione
Nel novembre 2010 la AFC ha stabilito i criteri per la partecipazione alle edizioni 2011 e 2012.
La distribuzione di squadre per nazione resta la stessa delle due edizioni precedenti, con l'unica eccezione del Vietnam, squalificato. Il suo posto nei play-off è stato assegnato al Qatar.
| Pos. | Nazione        | Squadre | Posti         | Posti       | Posti   |
| Pos. | Nazione        | Squadre | Fase a gironi | Preliminari | AFC Cup |
| ---- | -------------- | ------- | ------------- | ----------- | ------- |
|      | Arabia Saudita | 14      | 4             | 0           | 0       |
|      | Emirati Arabi  | 12      | 3             | 1           | 0       |
|      | Giordania      | 12      | 0             | 0           | 2       |
|      | India          | 14      | 0             | 1           | 1       |
|      | Iran           | 18      | 4             | 0           | 0       |
|      | Iraq           | 36      | 0             | 0           | 3       |
|      | Oman           | 12      | 0             | 0           | 2       |
|      | Pakistan       | 16      | 0             | 0           | 0       |
|      | Palestina      | 22      | 0             | 0           | 0       |
|      | Qatar          | 12      | 2             | 1           | 0       |
|      | Tagikistan     | 10      | 0             | 0           | 0       |
|      | Uzbekistan     | 14      | 2             | 0           | 2       |
|      | Yemen          | 14      | 0             | 0           | 2       |

|  | Rispetta i criteri     |
|  | Non rispetta i criteri |

| Pos. | Nazione       | Squadre | Posti         | Posti       | Posti   |
| Pos. | Nazione       | Squadre | Fase a gironi | Preliminari | AFC Cup |
| ---- | ------------- | ------- | ------------- | ----------- | ------- |
|      | Australia     | 9+1*    | 2             | 0           | 0       |
|      | Cina          | 16      | 4             | 0           | 0       |
|      | Corea del Sud | 15**    | 4             | 0           | 0       |
|      | Giappone      | 18      | 4             | 0           | 0       |
|      | Indonesia     | 18      | 1             | 1           | 1       |
|      | Malaysia      | 14      | 0             | 0           | 0       |
|      | Myanmar       | 8       | 0             | 0           | 0       |
|      | Thailandia    | 16      | 0             | 1           | 1       |
|      | Vietnam       | 14      | 0             | 0           | 2       |

* Una delle squadre dell'A-League, lo Wellington Phoenix FC, ha base in Nuova Zelanda, nazione che fa parte dell'OFC. Per questo non è eleggibile per la ACL.
** Una delle squadre della K-League, il Sangju Sangmu FC, non si può qualificare per la ACL perché la squadra non è un'entità commerciale e i giocatori non hanno un contratto professionistico

## Squadre qualificate

### Preliminari
| Squadra           | Qualificazione                      |
| Asia Occidentale  | Asia Occidentale                    |
| ----------------- | ----------------------------------- |
| Dempo SC          | Vincitore I-League 2009–10          |
| Al-Ain            | 3º posto UAE Pro-League 2009–2010   |
| Al-Ittihad        | Vincitore AFC Cup 2010              |
| Al-Sadd           | 2º posto Qatar Stars League 2009–10 |
| Asia Orientale    |                                     |
| Sriwijaya         | Vincitore Piala Indonesia 2010      |
| Muangthong United | Vincitore Thai Premier League 2010  |

### Fase a gironi
| Squadra       | Qualificazione                                                                             | Ultima app. |
| ------------- | ------------------------------------------------------------------------------------------ | ----------- |
| Sepahan       | Vincitore Persian Gulf Cup 2009–10                                                         | 2010        |
| Persepolis    | Vincitore Hazfi Cup 2009–10                                                                | 2009        |
| Zob Ahan      | 2º posto Persian Gulf Cup 2009–10                                                          | 2010        |
| Esteghlal     | 3º posto Persian Gulf Cup 2009–10                                                          | 2010        |
| Al-Hilal      | Vincitore Saudi League 2009-10 Vincitore Coppa della Corona del Principe saudita 2010      | 2010        |
| Al-Ittihad    | 2º posto Saudi League 2009-10                                                              | 2010        |
| Al-Nassr      | 3º posto Saudi League 2009-10                                                              | 1ª app.     |
| Al-Shabab     | 4º posto Saudi League 2009-10                                                              | 2010        |
| Al-Wahda      | Vincitore UAE Pro-League 2009-2010                                                         | 2010        |
| Emirates Club | Vincitore Coppa del Presidente degli Emirati Arabi Uniti 2009-10                           | 1ª app.     |
| Al-Jazira     | 2º posto UAE Pro-League 2009-2010                                                          | 2010        |
| Al-Gharafa    | Vincitore Qatar Stars League 2009–10                                                       | 2010        |
| Al-Rayyan     | Vincitore Coppa dell'Emiro del Qatar 2010                                                  | 2007        |
| Bunyodkor     | Vincitore Oʻzbekiston Professional Futbol Ligasi 2010 Vincitore Coppa dell'Uzbekistan 2010 | 2010        |
| Pakhtakor     | 2º posto Oʻzbekiston Professional Futbol Ligasi 2010                                       | 2010        |

| Squadra                 | Qualificazione                           | Ultima app. |
| ----------------------- | ---------------------------------------- | ----------- |
| Nagoya Grampus          | Vincitore J. League 2010                 | 2009        |
| Kashima Antlers         | Vincitore Coppa dell'Imperatore 2010     | 2010        |
| Gamba Osaka             | 2º posto J. League 2010                  | 2010        |
| Cerezo Osaka            | 3º posto J. League 2010                  | 1ª app.     |
| Shandong Luneng Taishan | Vincitore Chinese Super League 2010      | 2010        |
| Tianjin Teda            | 2º posto Chinese Super League 2010       | 2009        |
| Shanghai Shenhua        | 3º posto Chinese Super League 2010       | 2009        |
| Hangzhou Greentown      | 4º posto Chinese Super League 2010       | 1ª app.     |
| FC Seoul                | Vincitore K-League 2010                  | 2009        |
| Suwon Samsung Bluewings | Vincitore Korean FA Cup 2010             | 2010        |
| Jeju United             | 2º posto K-League 2010                   | 1ª app.     |
| Jeonbuk Hyundai Motors  | 3º posto K-League 2010                   | 2010        |
| Sydney FC               | Vincitore A-League 2009-10               | 2007        |
| Melbourne Victory       | 2º posto A-League 2009-10                | 2010        |
| Arema FC                | Vincitore Indonesia Super League 2009–10 | 2007        |

## Calendario
| Fase                        | Turno            | Sorteggio                                | Andata                                             | Ritorno                                            |
| --------------------------- | ---------------- | ---------------------------------------- | -------------------------------------------------- | -------------------------------------------------- |
| Preliminari                 | Semifinali       | 7 dicembre 2010 (Kuala Lumpur, Malaysia) | 12-13 febbraio 2011                                | 12-13 febbraio 2011                                |
| Preliminari                 | Finali           | 7 dicembre 2010 (Kuala Lumpur, Malaysia) | 19 febbraio 2011                                   | 19 febbraio 2011                                   |
| Fase a gironi               | Prima giornata   | 7 dicembre 2010 (Kuala Lumpur, Malaysia) | 1-2 marzo 2011                                     | 1-2 marzo 2011                                     |
| Fase a gironi               | Seconda giornata | 7 dicembre 2010 (Kuala Lumpur, Malaysia) | 15-16 marzo 2011                                   | 15-16 marzo 2011                                   |
| Fase a gironi               | Terza giornata   | 7 dicembre 2010 (Kuala Lumpur, Malaysia) | 5-6 aprile 2011                                    | 5-6 aprile 2011                                    |
| Fase a gironi               | Quarta giornata  | 7 dicembre 2010 (Kuala Lumpur, Malaysia) | 19-20 aprile 2011                                  | 19-20 aprile 2011                                  |
| Fase a gironi               | Quinta giornata  | 7 dicembre 2010 (Kuala Lumpur, Malaysia) | 3-4 maggio 2011                                    | 3-4 maggio 2011                                    |
| Fase a gironi               | Sesta giornata   | 7 dicembre 2010 (Kuala Lumpur, Malaysia) | 10-11 maggio 2011                                  | 10-11 maggio 2011                                  |
| Fase a eliminazione diretta | Ottavi di finale | 7 dicembre 2010 (Kuala Lumpur, Malaysia) | 24-25 maggio 2011                                  | 24-25 maggio 2011                                  |
| Fase a eliminazione diretta | Quarti di finale | 7 giugno 2011 (Kuala Lumpur, Malaysia)   | 14 settembre 2011                                  | 27-28 settembre 2011                               |
| Fase a eliminazione diretta | Semifinali       | 7 giugno 2011 (Kuala Lumpur, Malaysia)   | 19 ottobre 2011                                    | 26 ottobre 2011                                    |
| Fase a eliminazione diretta | Finale           | 7 giugno 2011 (Kuala Lumpur, Malaysia)   | 4 o 5 novembre 2011 in casa di una delle finaliste | 4 o 5 novembre 2011 in casa di una delle finaliste |

## Preliminari

### Asia Occidentale
| Squadra 1  | Risultato  | Squadra 2  |
| Semifinale | Semifinale | Semifinale |
| ---------- | ---------- | ---------- |
| Al-Sadd    | 5 – 1      | Al-Ittihad |
| Finale     |            |            |
| Al-Sadd    | 2 – 0      | Dempo SC   |

### Asia Orientale
| Squadra 1  | Risultato             | Squadra 2          |
| Semifinale | Semifinale            | Semifinale         |
| ---------- | --------------------- | ------------------ |
| Sriwijaya  | 2 – 2 dts (7 – 6 dcr) | Muang Thong United |
| Finale     |                       |                    |
| Sriwijaya  | 0 – 4                 | Al-Ain             |

## Fase a gironi

### Asia Occidentale

#### Girone A
| Squadra    | PG | V | N | P | GF | GS | DR  | Pt. |
| ---------- | -- | - | - | - | -- | -- | --- | --- |
| Sepahan    | 6  | 4 | 1 | 1 | 14 | 5  | +9  | 13  |
| Al-Hilal   | 6  | 4 | 1 | 1 | 11 | 6  | +5  | 13  |
| Al-Gharafa | 6  | 2 | 1 | 3 | 6  | 7  | -1  | 7   |
| Al-Jazira  | 6  | 0 | 1 | 5 | 7  | 20 | -13 | 1   |

|            | HIL   | ALG   | ALJ   | SEP   |
| ---------- | ----- | ----- | ----- | ----- |
| Al-Hilal   |       | 2 – 0 | 3 – 1 | 1 – 2 |
| Al-Gharafa | 0 – 1 |       | 5 – 2 | 1 – 0 |
| Al-Jazira  | 2 – 3 | 0 – 0 |       | 1 – 4 |
| Sepahan    | 1 – 1 | 2 – 0 | 5 – 1 |       |

#### Girone B
| Squadra   | PG | V | N | P | GF | GS | DR | Pt. |
| --------- | -- | - | - | - | -- | -- | -- | --- |
| Al-Sadd   | 6  | 2 | 4 | 0 | 8  | 6  | +2 | 10  |
| Al-Nassr  | 6  | 2 | 2 | 2 | 10 | 7  | +3 | 8   |
| Esteghlal | 6  | 2 | 2 | 2 | 11 | 10 | +1 | 8   |
| Pakhtakor | 6  | 1 | 2 | 3 | 8  | 14 | -6 | 5   |

|           | EST   | NAS   | PAK   | SAD   |
| --------- | ----- | ----- | ----- | ----- |
| Esteghlal |       | 2 – 1 | 4 – 2 | 1 – 1 |
| Al-Nassr  | 2 – 1 |       | 4 – 0 | 1 – 1 |
| Pakhtakor | 2 – 1 | 2 – 2 |       | 1 – 1 |
| Al-Sadd   | 2 – 2 | 1 – 0 | 2 – 1 |       |

#### Girone C
| Squadra    | PG | V | N | P | GF | GS | DR | Pt. |
| ---------- | -- | - | - | - | -- | -- | -- | --- |
| Al-Ittihad | 6  | 3 | 2 | 1 | 10 | 5  | +5 | 11  |
| Bunyodkor  | 6  | 2 | 3 | 1 | 8  | 6  | +2 | 9   |
| Al-Wahda   | 6  | 1 | 3 | 2 | 6  | 8  | -2 | 6   |
| Persepolis | 6  | 1 | 2 | 3 | 6  | 11 | -5 | 5   |

|            | WAH   | PER   | ITT   | BUN   |
| ---------- | ----- | ----- | ----- | ----- |
| Al-Wahda   |       | 2 – 0 | 0 – 3 | 1 – 1 |
| Persepolis | 1 – 1 |       | 3 – 2 | 1 – 3 |
| Al-Ittihad | 0 – 0 | 3 – 1 |       | 1 – 1 |
| Bunyodkor  | 3 – 2 | 0 – 0 | 0 – 1 |       |

#### Girone D
| Squadra       | PG | V | N | P | GF | GS | DR | Pt. |
| ------------- | -- | - | - | - | -- | -- | -- | --- |
| Zob Ahan      | 6  | 4 | 1 | 1 | 7  | 3  | +4 | 13  |
| Al-Shabab     | 6  | 3 | 2 | 1 | 8  | 4  | +4 | 11  |
| Emirates Club | 6  | 2 | 0 | 4 | 6  | 10 | -4 | 6   |
| Al-Rayyan     | 6  | 1 | 1 | 4 | 4  | 8  | -4 | 4   |

|               | RAY   | EMI   | ZOB   | SHA   |
| ------------- | ----- | ----- | ----- | ----- |
| Al-Rayyan     |       | 2 – 0 | 1 – 3 | 1 – 1 |
| Emirates Club | 2 – 0 |       | 0 – 1 | 2 – 1 |
| Zob Ahan      | 1 – 0 | 2 – 1 |       | 0 – 1 |
| Al-Shabab     | 1 – 0 | 4 – 1 | 0 – 0 |       |

### Asia Orientale

#### Girone E
| Squadra           | PG | V | N | P | GF | GS | DR | Pt. |
| ----------------- | -- | - | - | - | -- | -- | -- | --- |
| Gamba Osaka       | 6  | 3 | 1 | 2 | 13 | 7  | +6 | 10  |
| Tianjin Teda      | 6  | 3 | 1 | 2 | 8  | 6  | +2 | 10  |
| Jeju United       | 6  | 2 | 1 | 3 | 6  | 10 | -4 | 7   |
| Melbourne Victory | 6  | 1 | 3 | 2 | 7  | 11 | -4 | 6   |

|                   | JEJ   | MEL   | GAM   | TIA   |
| ----------------- | ----- | ----- | ----- | ----- |
| Jeju United       |       | 1 – 1 | 2 – 1 | 0 – 1 |
| Melbourne Victory | 1 – 2 |       | 1 – 1 | 2 – 1 |
| Gamba Osaka       | 3 – 1 | 5 – 1 |       | 2 – 0 |
| Tianjin Teda      | 3 – 0 | 1 – 1 | 2 – 1 |       |

#### Girone F
| Squadra            | PG | V | N | P | GF | GS | DR | Pt. |
| ------------------ | -- | - | - | - | -- | -- | -- | --- |
| FC Seoul           | 6  | 3 | 2 | 1 | 9  | 4  | +5 | 11  |
| Nagoya Grampus     | 6  | 3 | 1 | 2 | 9  | 6  | +3 | 10  |
| Al-Ain             | 6  | 2 | 1 | 3 | 4  | 9  | -5 | 7   |
| Hangzhou Greentown | 6  | 1 | 2 | 3 | 3  | 6  | -3 | 5   |

|                    | HAN   | SEO   | AIN   | NAG   |
| ------------------ | ----- | ----- | ----- | ----- |
| Hangzhou Greentown |       | 1 – 1 | 0 – 0 | 2 – 0 |
| FC Seoul           | 3 – 0 |       | 3 – 0 | 0 – 2 |
| Al-Ain             | 1 – 0 | 0 – 1 |       | 3 – 1 |
| Nagoya Grampus     | 1 – 0 | 1 – 1 | 4 – 0 |       |

#### Girone G
| Squadra         | PG | V | N | P | GF | GS | DR  | Pt. |
| --------------- | -- | - | - | - | -- | -- | --- | --- |
| Jeonbuk Hyundai | 6  | 5 | 0 | 1 | 14 | 2  | +12 | 15  |
| Cerezo Osaka    | 6  | 4 | 0 | 2 | 11 | 4  | +7  | 12  |
| Shandong Luneng | 6  | 2 | 1 | 3 | 9  | 8  | +1  | 7   |
| Arema FC        | 6  | 0 | 1 | 5 | 2  | 22 | -20 | 1   |

|                 | CER   | SHA   | JEO   | ARE   |
| --------------- | ----- | ----- | ----- | ----- |
| Cerezo Osaka    |       | 4 – 0 | 1 – 0 | 2 – 1 |
| Shandong Luneng | 2 – 0 |       | 1 – 2 | 5 – 0 |
| Jeonbuk Hyundai | 1 – 0 | 1 – 0 |       | 6 – 0 |
| Arema FC        | 0 – 4 | 1 – 1 | 0 – 4 |       |

#### Girone H
| Squadra          | PG | V | N | P | GF | GS | DR  | Pt. |
| ---------------- | -- | - | - | - | -- | -- | --- | --- |
| Suwon Samsung    | 6  | 3 | 3 | 0 | 12 | 3  | +9  | 12  |
| Kashima Antlers  | 6  | 3 | 3 | 0 | 9  | 3  | +6  | 12  |
| Sydney FC        | 6  | 1 | 2 | 3 | 6  | 11 | -5  | 5   |
| Shanghai Shenhua | 6  | 0 | 2 | 4 | 3  | 13 | -10 | 2   |

|                  | SYD   | KAS   | SHA   | SUW   |
| ---------------- | ----- | ----- | ----- | ----- |
| Sydney FC        |       | 0 – 3 | 1 – 1 | 0 – 0 |
| Kashima Antlers  | 2 – 1 |       | 2 – 0 | 1 – 1 |
| Shanghai Shenhua | 2 – 3 | 0 – 0 |       | 0 – 3 |
| Suwon Samsung    | 3 – 1 | 1 – 1 | 4 – 0 |       |

## Ottavi di finale
| Squadra 1       | Risultato | Squadra 2       |
| --------------- | --------- | --------------- |
| Sepahan         | 3 – 1     | Bunyodkor       |
| Al-Ittihad      | 3 – 1     | Al-Hilal        |
| Al-Sadd         | 1 – 0     | Al-Shabab       |
| Zob Ahan        | 4 – 1     | Al-Nassr        |
| Gamba Osaka     | 0 – 1     | Cerezo Osaka    |
| Jeonbuk Hyundai | 3 – 0     | Tianjin Teda    |
| FC Seoul        | 3 – 0     | Kashima Antlers |
| Suwon Samsung   | 2 – 0     | Nagoya Grampus  |

## Quarti di finale

### Risultati
| Squadra 1     | Totale      | Squadra 2       | Andata | Ritorno |
| ------------- | ----------- | --------------- | ------ | ------- |
| Cerezo Osaka  | 5 – 9       | Jeonbuk Hyundai | 4 – 3  | 1 – 6   |
| Al-Ittihad    | 3 – 2       | FC Seoul        | 3 – 1  | 0 – 1   |
| Sepahan       | 2 – 4       | Al-Sadd         | 0 – 3  | 2 - 1   |
| Suwon Samsung | 3 – 2 (dts) | Zob Ahan        | 1 – 1  | 2 – 1   |

### Partite

#### Andata
| Arbitro: | Tan |

|                                                    |           |                                        |
| Bando 29’ Kiyotake 56’ 81’ Kim Bo-Kyung 64’ (rig.) | Marcatori | 6’ 46’ Lee Dong-gook 58’ Cho Sung-Hwan |

| Arbitro: | Maasaki |

|                    |           |                      |
| Park Hyun-Beom 68’ | Marcatori | 57’ Ghazi Najafabadi |

| Arbitro: | Williams |

|              |           |  |
| Ebrahimi 12’ | Marcatori |  |

- Il risultato è stato assegnato a tavolino, perché il Sepahan ha schierato un giocatore non eleggibile[5].

| Arbitro: | Faghani |

|                                  |           |                 |
| Noor 45’ Al-Harbi 76’ Wendel 92’ | Marcatori | 83’ Choi Tae-Uk |

#### Ritorno
| Arbitro: | Mohammed |

|                                                            |           |             |
| Eninho 31’ Lee Dong-gook 49’ 55’ 64’ 91’ Kim Dong-Chan 76’ | Marcatori | 72’ Komatsu |

| Arbitro: | Kovalenko |

|            |           |  |
| Molina 85’ | Marcatori |  |

| Arbitro: | Al Ghamdi |

|                      |           |                                        |
| Ghazi Najafabadi 50’ | Marcatori | 77’ Yang Sang-Min 99’ (rig.) Neretljak |

| Arbitro: | Nishimura |

|           |           |                              |
| Niang 86’ | Marcatori | 7’ Emad Mohammed 27’ Ashjari |

## Semifinali
| Squadra 1     | Totale | Squadra 2       | Andata | Ritorno |
| ------------- | ------ | --------------- | ------ | ------- |
| Suwon Samsung | 1 – 2  | Al-Sadd         | 0 – 2  | 1 – 0   |
| Al-Ittihad    | 3 – 5  | Jeonbuk Hyundai | 2 – 3  | 1 – 2   |

### Andata
| Arbitro: | Bashir |

|  |           |               |
|  | Marcatori | 70’ 81’ Niang |

| Arbitro: | Shukralla |

|               |           |                                                |
| Hazazi 6’ 18’ | Marcatori | 2’ Eninho 57’ Son Seung-Joon 76’ Cho Sung-Hwan |

### Ritorno
| Arbitro: | Al Badwawi |

|  |           |                |
|  | Marcatori | 7’ Oh Jang-Eun |

| Arbitro: | El Haddad |

|                |           |            |
| Eninho 22’ 36’ | Marcatori | 73’ Wendel |

## Finale
| Arbitro: | Irmatov |

| |                      | |
| Eninho 17’ Lee Seung-Hyun 90+2’ | Marcatori            | 29’ (aut.) Sim Woo-Yeon 61’ Keïta |
| Eninho Kim Dong-Chan Park Won-Jae Kim Sang-sik | Tiri di rigore 2 – 4 | Niang Al Haidos Lee Jung-Soo Ibrahim Belhadj |
| · Kim Min-Sik 21 · 90+5’ Kim Sang-sik 4 · Choi Chul-Soon 25 · Park Won-Jae 33 · 80’ Eninho 8 · 71’ Luiz Enrique 10 · 51’ Jung Hoon 13 · 71’ Seo Jung-Jin 26 · Sim Woo-Yeon 3 · Son Seung-Yoon 5 · Jeong Seong-Hoon 9 · Sostituzioni: · 51’ Kim Dong-Chan 15 · 71’ Lee Seung-Hyun 11 · 71’ Lee Dong-gook 20 | Formazioni           | · 30 Saqr · 3 Belhadj · 21 Koni · 33 Kasola 21’ 53’ · 40 Lee Jung-Soo · 14 Ibrahim 74’ · 15 Al-Bloushi 66’ · 25 Rizik · 32 Majid 72’ · 9 Niang · 12 Keïta 52’ 90+5’ · Sostituzioni: · 26 Zakaria 53’ 80’ · 11 Al Haidos 74’ 89’ · 20 Ali Afif 90+5’ 100’, 120’ |
| Choi Kang-Hee | Allenatori           | Fossati |

## Classifica marcatori
| Gol |  |  | Giocatore         | Squadra                |
| --- |  |  | ----------------- | ---------------------- |
| 9   |  |  | Lee Dong-gook     | Jeonbuk Hyundai Motors |
| 7   |  |  | Eninho            | Jeonbuk Hyundai Motors |
| 6   |  |  | Ha Tae-Goon       | Suwon Bluewings        |
| 5   |  |  | Bader Al-Mutwa    | Al-Nassr               |
| 5   |  |  | Dejan Damjanović  | FC Seoul               |
| 5   |  |  | Farhad Majidi     | Esteghlal              |
| 5   |  |  | Ibrahima Touré    | Sepahan                |
| 4   |  |  | Yasser Al-Qahtani | Al-Hilal               |
| 4   |  |  | Igor Castro       | Zob Ahan               |
| 4   |  |  | Takashi Inui      | Cerezo Osaka           |
| 4   |  |  | Rodrigo Pimpão    | Cerezo Osaka           |
| 4   |  |  | Yeom Ki-Hun       | Suwon Bluewings        |
| 4   |  |  | Abdelmalek Ziaya  | Al-Ittihad             |